# Тепечитлан (муниципалитет)
Тепечитлан (исп. Tepechitlán) — муниципалитет в Мексике, входит в штат Сакатекас. Население 7965 человек.

## История
Город основан в 1537 году .